# ليل وين
دوين مايكل كارتّْر، جونيور (ولد في 1982/09/27 بنيو أورلينز، لويزيانا) أشهر باسمه الفني ليل وِين (بالإنجليزية: Lil Wayne)، هو مغني راب أمريكي
فائز بـ جائزة غرامي سابقا عضوا في مجموعة الراب ذا هوت بويز، ولقب أيضا ب (تونشي) وانضم إلى شركة كاش موني ريكوردز عندما كان مراهقا. قيت ات هاو يو ليف صدر في عام 1997، وكان أول ألبوم لليل وين مع هوت بويز. وثا بلوك از هوت، أول أغنية منفردة له، وخرجت في عام 1999. بعد الحصول على الشهرة مع اثنين من الألبومات الأخرى في بداية2000s، أرتفعت شعبية ليل وين أكثر مع ألبومه ذا كارتر (2004),
وألبومين لاحقانه ذا كارتر الثاني (2005) وذا كارتر الثالث (2008), حصل على جوائز متعددة تابعاً لـ ذا كارتر 3, منها ثمانية ترشيحات لـ جوائز غرامي. سيصدر ألبوم روك جديد بعنوان ريبيرث في 2010 وهو معروف باسم ويزي وقد قام تأسيس فرقة من مجموعة من المغنين السود تسمى يونغ موني (Young Money) وأشتهرت هذه الفرقة شهرة عالمية كبيرة.
.

## بداية حياته
ليل وين ولد دوين مايكل كارتر، الابن، ونشأ في حي Hollygrove نيو أورلينز، لويزيانا. كارتر سجل في برنامج الموهوبين في مدرسة لافاييت الابتدائية وفي نادي الدراما في مدرسة إلانور مك ماين الثانوية. كتب أول أغنية راب في الثامنة من عمره. في سن الحادية عشرة، التقى بريان ويليامز، مغني الراب، وصاحب شركة كاش موني ريكوردز. ليل وين سجل راب حر على جهاز ويليامز للرد على المكالمات. وليامز في نهاية المطاف أصبح معلمه، وشمله من كاش موني ريكوردز-توزيع الأغاني.وبعدها قام ويليامز بيردمان بتبنيه رسمياً واصدر الثنائي عام2005 الالبوم "Like father like son"
عندما كان في الثانية عشر من عمره لعب دور الرجل الحديدي لمسرحية مدرسته المتوسطة.
ودع مغني الراب ليل وين جمهوره يوم الثلاثاء على شبكة الإنترنت، عشية بدء تنفيذه حكما قضائيا بالسجن لمدة عام لحيازته سلاحا بصورة غير مشروعة. وقال المغني، الذي حققت أغنياته أفضل مبيعات واسمه الحقيقي دوين مايكل كارتر، «بالنسبة لجميع الناس الذين لا يعرفون، هذه هي آخر مرة ترونني بشكل مباشر لمدة طويلة. أقول لكل جمهوري، جمهوري الحقيقي إنني أحبكم حقا.. أحبكم جميعا من كل قلبي».
وقد اعتقل ليل وين في نيويورك العام الماضي عندما أوقفت الشرطة الحافلة التي كان يتنقل بها في جولة فنية وقيل إن مغني الراب شوهد وهو يلقي حقيبة من الحافلة كانت تحتوي على مسدس. واعترف وين بذنبه في تهمة حيازة سلاح وحكم عليه بالسجن لمدة 8 أشهر.
بعد أن حطم ألبومه الجديد Tha Carter III الأرقام القياسية في المبيعات، يتصدر مغني الراب «ليل وين» البيلبورد 200، حيث باع الألبوم أكثر من مليون نسخة في الولايات المتحدة فحسب، ليتجاوز الرقم القياسي الذي سجله فيفتي سنت عام 2005 بألبومه""The Massacre.وجاء في المركز الثاني ألبوم بليز الجديد "Definition of Real" والذي صعد إلى هذا المركز المتقدم بمجرد صدوره، وهو المركز نفسه الذي وصل إليه ألبومه الماضي "The Real Testament" عام 2007.
أما ألبوم المنوعات الجديد "Now 28" فقد تراجعت مبيعاته قليلاً ليستقر هذا الأسبوع في المركز الثالث.
ولم يستطع فريق ديستربد صاحب صدارة الأسبوع الماضي أن يحافظ على المركز الأول طويلاً، بل هبط ألبومه "Indestructible" إلى المركز الرابع هذا الأسبوع بعد أن واجه انخفاضًا في المبيعات.
أما ألبوم المغني الأمريكي آشر الجديد "Here I Stand" فيختتم التوب فايف هذا الأسبوع مع مبيعات لم تصل به لأكثر من المركز الخامس، ويشاركه الهبوط ألبوم فريق جورني الجديد "Revelation" حيث استقر في المركز السادس.
ومع أول ألبوماته منذ أربعة أعوام كاملة، يعود فريق الهيب هوب إن.إي.أر.دي بألبوم "Seeing Sounds" والذي وصل إلى المركز السابع بمجرد إصداره.
أما المغنية الكندية آلانيس موريست فصعد ألبومها الجديد "Flavors of Entanglement" إلى المركز الثامن، وهو تراجع في أدائها العام، حيث إن ألبومها السابق "So-Called Chaos" قد انطلق فورًا إلى المركز الخامس بمجرد صدوره.
ولأول مرة في تاريخ فريق ماي مورنينج جاكيت، يصل واحد من ألبوماته إلى التوب تن، حيث حصل آخر إصداراته "Evil Urges" على المركز التاسع هذا الأسبوع. ويختتم السباق لهذا الأسبوع فريق ويزر بألبومه الذي يحمل اسم الفريق "Weezer" بعد هبوطه من المركز الرابع في الأسبوع الماضي.

## البوماته
1. 1999 : ذا بلوك از هوت "Tha Block Is Hot"
2. 2000 : لايتس اوت "Lights Out"
3. 2002 : 500دوكريز "500 Degreez"
4. 2004 : ذا كارتر "Tha Carter"
5. 2005 : ذا كارتر الثاني "Tha Carter II"
6. 2006 : لايك فادر، لايك سون "Like Father, Like Son"
7. 2008 : ذا كارتر الثالث "Tha Carter III"
8. 2009 : وي ار يونغ ماني "We Are Young Money"
9. 2010 : ريبيرث «إعادة الولادة (تنفس)»
10. 2010 : أي ام نوت ا هيومن بين "I Am Not a Human Being"
11. 2011 : ذا كارتر الرابع "Tha Carter IV"
12. 2013 : أي ام نوت ا هيومن بين الثاني "I Am Not a Human Being II"
13. 2015 : فري ويزي البوم "'Flree Weezy Album 'FWA"
14. The Carter V كارتر الخامس:2018

## روابط خارجية
- ليل وين على موقع IMDb (الإنجليزية)
- ليل وين على موقع الموسوعة البريطانية (الإنجليزية)
- ليل وين على موقع ميوزك برينز (الإنجليزية)
- ليل وين على موقع رولينغ ستون (الإنجليزية)
- ليل وين على موقع إن إن دي بي (الإنجليزية)
- ليل وين على موقع أول ميوزيك (الإنجليزية)
- ليل وين على موقع أول ميوزيك (الإنجليزية)
- ليل وين على موقع ديسكوغز (الإنجليزية)
- ليل وين على موقع ديسكوغز (الإنجليزية)
- ليل وين على موقع قاعدة بيانات الفيلم (الإنجليزية)